# Empoasca nevadensis
Empoasca nevadensis är en insektsart som beskrevs av Metcalf 1968. Empoasca nevadensis ingår i släktet Empoasca och familjen dvärgstritar. Inga underarter finns listade i Catalogue of Life.